# Cyclophora amabilis
Cyclophora amabilis är en fjärilsart som beskrevs av Karl Schawerda 1922. Cyclophora amabilis ingår i släktet Cyclophora och familjen mätare. Inga underarter finns listade i Catalogue of Life.